# 핸들리붉은박쥐
핸들리붉은박쥐(Lasiurus atratus)는 애기박쥐과에 속하는 박쥐의 일종이다. 가이아나와 수리남에서 발견된다.

## 특징
작은 박쥐로 전체 몸길이는 112~116mm이고 전완장은 45.1~47.6mm이다. 꼬리 길이는 53~57mm, 발 길이는 10~11mm, 귀 길이는 13mm이다.

## 생태
나무 구멍 속에서 은신하는 것으로 추정된다. 먹이는 주로 물 위를 나는 곤충이다.

## 분포 및 서식지
베네수엘라 동부와 가이아나 중부, 수리남 남부, 프랑스령 기아나에 널리 분포한다. 상록수림과 열대 저지대 낙엽수림에서 서식한다.